# Nazmi Avluca
Nazmi Avluca (n. 14 noiembrie 1976, Kargı⁠(d), Provincia Çorum, Turcia) este un luptător turc, medaliat olimpic. A participat la 4 ediții ale Jocurilor Olimpice (1996, 2000, 2008, 2012) în care a câștigat o medalie de bronz.